# John M. Johansen
John Maclane Johansen, né le 29 juin 1916 à New York et mort le 26 octobre 2012 à Brewster, est un architecte américain, membre des Harvard Five.

## Biographie
Les parents Johansen étaient peintres. Il fréquente l'université Harvard et apprend les bases de l'architecture moderne de Walter Gropius, fondateur du Bauhaus. Après la Seconde Guerre mondiale, il travaille comme dessinateur pour Marcel Breuer, qui a émigré en 1937 aux États-Unis. Johansen devient plus tard chercheur à la "National Housing Agency" à Washington, et travaille pour Skidmore, Owings and Merrill à New York. Enfin, il s'installe en 1948, comme ses quatre collègues — Marcel Breuer, Philip Johnson, Landis Gores (en) et Eliot Noyes — comme architecte à New Canaan. De 1955 à 1960, il est professeur adjoint à l'École d'architecture de Yale, qui est un centre de l'architecture moderne aux États-Unis.
Johansen est marié à Ati Johansen Gropius, fille de Walter Gropius.

## Style
Johansen met l'accent sur les conditions sociales, urbaines et anthropologiques. Il essaie d'éviter des mégastructures accablantes.
Au début, il cherche à explorer la « boîte », le moins cher et le plus facile à construire et esthétiquement cohérent. Cette recherche conduit à la construction en 1950 de la « Johansen House #1 », qui est inclus dans l'exposition « Built in the U.S.A. » au Museum of Modern Art. En 1955 est produite la « Maison McNiff ». Dans certaines de ses maisons Johansen utilise des éléments palladiens  tels que la grotte, le plan en croix classique et le prototype palladien du pavillon central, comme pour la « Villa Ponte » ou la « Warner House » .
Certains de ses bâtiments plus récents peuvent être attribués au brutalisme comme le « Mechanic Theater », menacé de démolition.

### Œuvre
- 1950 : Johansen House #1 à New Canaan (démoli)
- 1955 : McNiff House à Stockbridge
- 1956 : Warner House à New Canaan
- 1957 : Bridge House à New Canaan

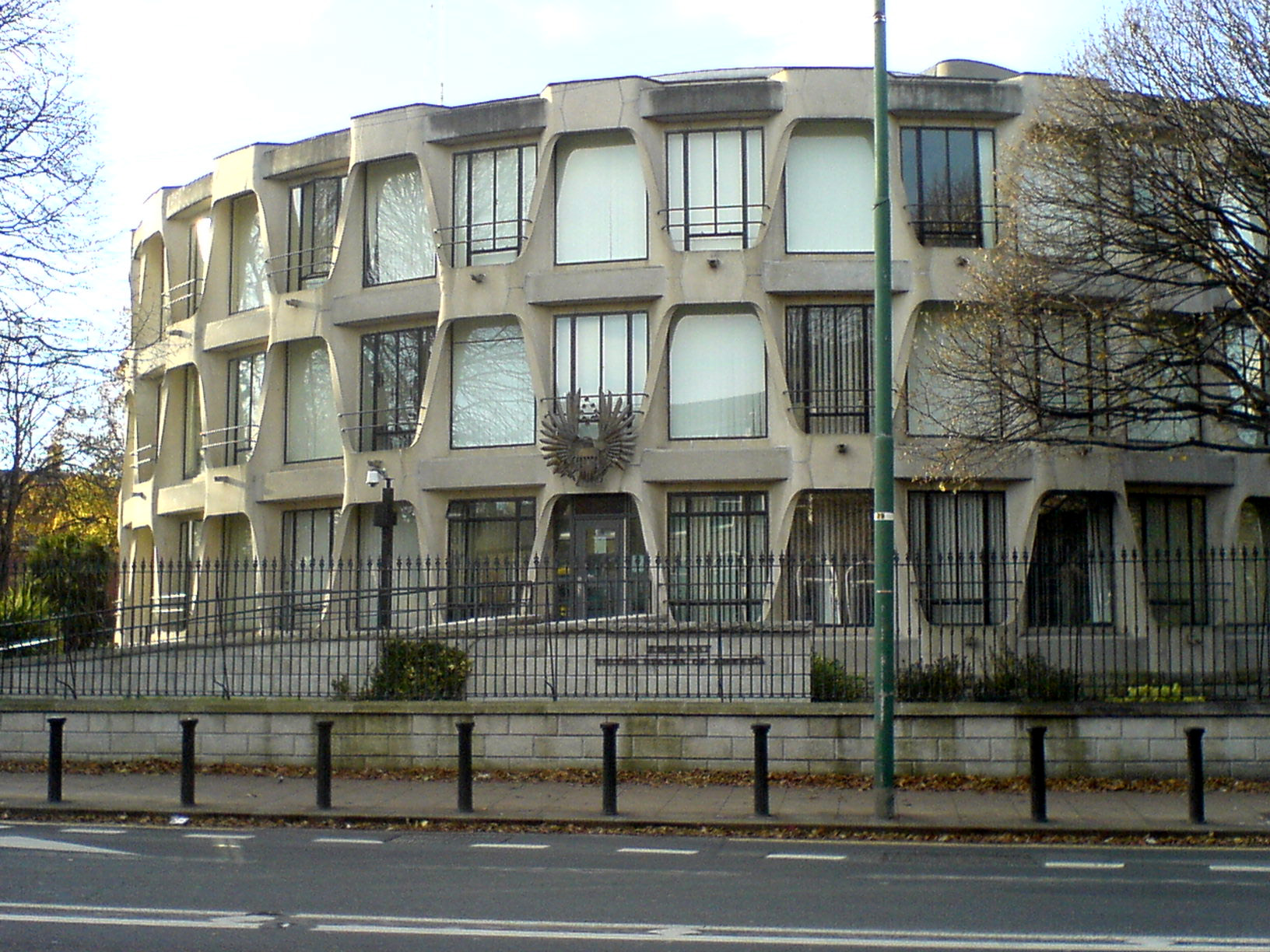
Ambassade des États-Unis à Dublin

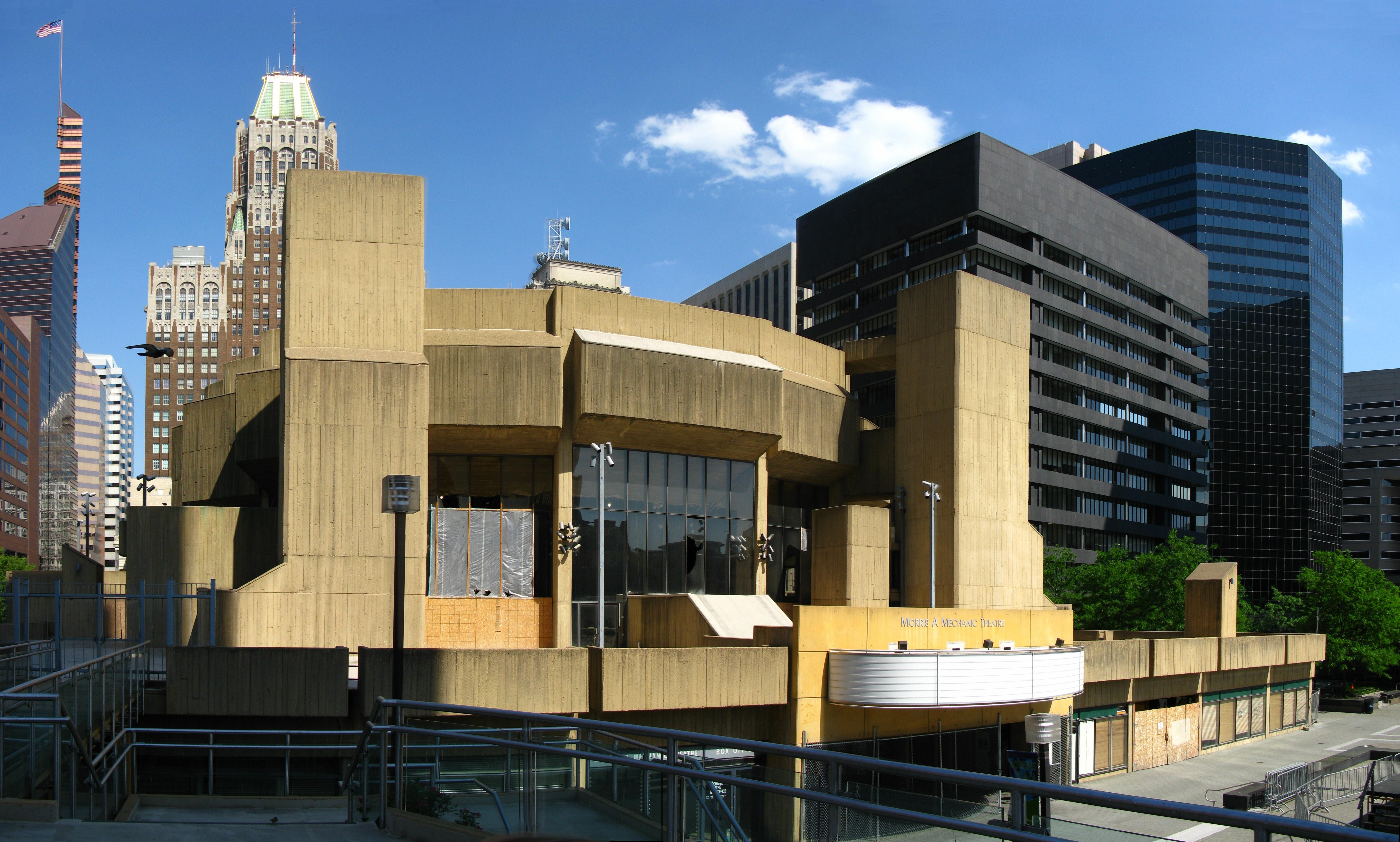
Morris A. Mechanic Theatre à Baltimore

- 1964 : L Francis Smith Elementary School à Columbus
- 1964 : ambassade des États-Unis à Dublin
- 1965 : Clowes Memorial Hall et Opéra à Indianapolis (Indiana)
- 1966 : Labyrinth House à Southport (en) (démoli)
- 1967 : Morris A. Mechanic Theatre à Baltimore
- 1968 : Ritts House (Telephone Pole House) à Greenwich
- 1969 : Bibliothèque Robert Goddard, Clark University, à Worcester
- 1970 : Mummers Theater à Oklahoma City
- 1972 : College (en) de l'université d'État de New York à Old Westbury (avec Victor Christ-Janer et Alexander Kouzmanoff)
- 1975 : Plastic Tent House à Stanfordville

### Livres
- A Life in the Continuum of Modern Architecture, 1995
- Nanoarchitecture: a new species of architecture Princeton Architectural Press, 2002